# Обонятельное расстройство
Обоня́тельное расстро́йство — психическое расстройство, характеризующееся постоянной озабоченностью и убеждённостью, что тело (или дыхание) испускает неприличный или неприятный запах, в действительности незаметный (либо едва заметный) для окружающих людей.
В МКБ-11 данное расстройство относится к группе «обсессивно-компульсивного и связанных с ним расстройств», так как имеет феноменологическое сходство с другими расстройствами в этой группе, в частности постоянную тревогу и связанные с ней навязчивые действия.
В ответ на собственную озабоченность неприятным запахом, люди с данным расстройством производят повторяющееся и неадекватное поведение, например: предпринимают чрезмерные попытки замаскировать или предотвратить этот запах; постоянно проверяют запах от тела или проверяют подозреваемый источник запаха; активно избегают социальных ситуаций или деятельности, связанной с беспокойством по поводу кажущегося неприятного запаха.
Японским культуральным синдромом, являющимся аналогом данного расстройства, является дзикосю-кёфу (яп. 自己臭恐怖), одна из форм тайдзин кёфусё.